# Liste von Sakralbauten in Übach-Palenberg

Übach-Palenberg im Kreis Heinsberg

Die Liste von Sakralbauten in Übach-Palenberg nennt Kirchen, Kapellen und sonstige Sakralbauten in Übach-Palenberg, Kreis Heinsberg.

## Liste
| Bezeichnung                      | Ortsteil     | Glaubensgemeinschaft                                   | Bauzeit              | Anmerkungen | Bild | Geokoordinaten                |
| -------------------------------- | ------------ | ------------------------------------------------------ | -------------------- | --- | ---- | ----------------------------- |
| St. Fidelis                      | Boscheln     | rk.                                                    | 1929                 | |      | 50° 54′ 27″ N, 6° 8′ 13″ O    |
| Neuapostolische Kirche           | Boscheln     | Neuapostolische Kirche                                 | 1981                 | |      | 50° 54′ 43″ N, 6° 8′ 32″ O    |
| Ev. Kreuzkirche Boscheln         | Boscheln     | Evangelisch-Freikirchliche Gemeinde                    | 1953                 | |      | 50° 54′ 46″ N, 6° 8′ 48″ O    |
| Apostolische Kirche Boscheln     | Boscheln     | Apostolische Gemeinschaft (Freikirche)                 | 1994/95              | |      | 50° 54′ 30″ N, 6° 8′ 6″ O     |
| St. Dionysius                    | Frelenberg   | rk.                                                    | 1958/1960            | Die ursprüngliche Kirche stammte aus dem 15./16. Jh. Die Kirche wurde zu klein, deshalb wurde ein Neubau errichtet.                                                 |      | 50° 56′ 40″ N, 6° 6′ 26″ O    |
| Alte Kirche                      | Frelenberg   | rk.                                                    | 15. Jh.              | Denkmal Nr. 2 Übach-Palenberg |      | 50° 56′ 33″ N, 6° 6′ 23″ O    |
| Evangelische Christuskirche      | Frelenberg   | ev.                                                    | 1954                 | |      | 50° 56′ 29″ N, 6° 6′ 36″ O    |
| St. Mariä Heimsuchung            | Marienberg   | rk.                                                    | 1777                 | Chorraum Denkmal Nr. 24 Übach-Palenberg. Die ursprüngliche Kirche stammte aus der 2. Hälfte des 15. Jh., Zerstörungen durch Brand 1777 und Kriegseinwirkungen 1944. |      | 50° 54′ 59″ N, 6° 8′ 51″ O    |
| Evangelische Auferstehungskirche | Marienberg   | ev.                                                    | 1953 (1970er Jahre?) | |      | 50° 55′ 52″ N, 6° 5′ 23″ O    |
| St. Teresia                      | Palenberg    | rk.                                                    | 1930                 | |      | 50° 55′ 31″ N, 6° 6′ 14″ O    |
| Kapelle St. Petrus               | Palenberg    | rk.                                                    | 17. Jh.              | Denkmal Nr. 8 Ubach-Palenberg |      | 50° 55′ 32″ N, 6° 5′ 56″ O    |
| St. Mariä Himmelfahrt            | Scherpenseel | rk.                                                    | 1873                 | Denkmal Nr. 11 Übach-Palenberg |      | 50° 55′ 42″ N, 6° 4′ 7″ O     |
| Kapelle Kreuzgracht              | Scherpenseel | rk.                                                    | 1958                 | |      | 50° 55′ 24″ N, 6° 3′ 36″ O    |
| Ortskapelle                      | Siepenbusch  | rk. (Pfarrgemeinde St. Mariä Himmelfahrt Scherpenseel) | 1962                 | |      | 50° 56′ 24″ N, 6° 4′ 41″ O    |
| St. Dionysius                    | Übach        | rk.                                                    | 15. Jh. 1953         | Denkmal Nr. 14 Übach-Palenberg. Durch Brand im 2. Weltkrieg wurde die Kirche bis auf den Turm zerstört. Der Neubau wurde 1953 fertiggestellt.                       |      | 50° 55′ 6,1″ N, 6° 7′ 21,3″ O |
| Evangelische Erlöserkirche       | Übach        | ev.                                                    | 1932                 | |      | 50° 55′ 15″ N, 6° 6′ 32″ O    |
| Neuapostolische Kirche           | Übach        | nak.                                                   | 1949                 | |      | 50° 55′ 7″ N, 6° 6′ 55″ O     |
| Kapelle St. Josef                | Übach        | rk. (Pfarrgemeinde St. Petrus Übach-Palenberg)         | 1965                 | Altenheim St. Josef |      | 50° 54′ 59″ N, 6° 7′ 16″ O    |
| Kapelle in Windhausen            | Windhausen   | rk. (Pfarrgemeinde St. Dionysius Frelenberg)           | 1978                 | |      | 50° 56′ 20″ N, 6° 5′ 32″ O    |